# Баламку
Баламку (Balamkù) са малки по размер руини на град от времето на ранния класически период на маите, намиращи се на около 65 км от основния град на маите - Калакмул в щата Кампече, до границата с Гватемала. Предполага се, че е бил заселен в периода между 300 г. и 1000 г.
Баламку става известен през 1990 година, когато е открит добре запазен стенен фриз. Фриза се намира в една от сградите в западната част на града. Оригиналната червена боя е много добре запазена. На фриза е изобразен гущер, който в религията на маите съпровожда хората в пътя им от земното към подземното царство.